# Château de Caseneuve
Pour les articles homonymes, voir Caseneuve (homonymie).
Ne doit pas être confondu avec Château de Cazeneuve.
Le château de Caseneuve est situé sur la commune de Caseneuve, dans le Vaucluse et propriété de la famille Ripert. 

## Histoire

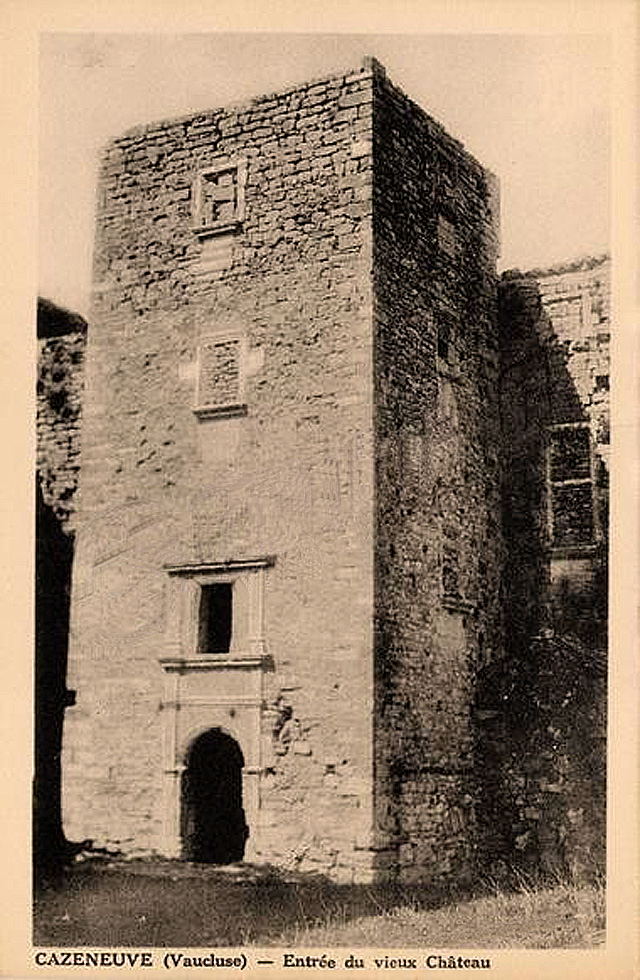
Entrée du château au début du XXe siècle.

Son histoire est mal connue. Un premier élément fortifié a existé à la fin du Xe siècle, appelé Castrum Casanova, il a été la propriété d'Humbert d’Agoult. 
Au XXe siècle, Othon Coubine en a été le propriétaire, il le reconstruit avec l'aide de Faustin Ripert et de son fils Serge. En 1959, Serge Ripert va se lancer dans la restauration du Château de Caseneuve pour le sauver définitivement de la ruine.

## Bâtiment

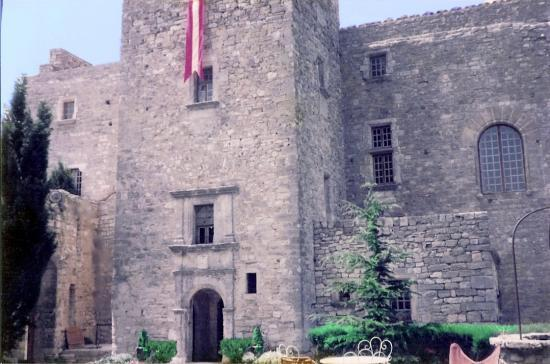
Château de Caseneuve

Le château de Caseneuve est un bâtiment massif, de type forteresse, de forme rectangulaire. Ses murs sont composés de double parements de moellons parallèles, comblés de mortier. 
Au rez-de-chaussée, côté ouest, une grande salle à 3 voutes, sans fenêtres, sert de cave. Une écurie se trouve au même niveau, côté est, pouvant y logée 5 chevaux. La salle de garde, donnant directement dans la cour centrale, ne comporte aucune fenêtres sur l'extérieur. La clé de voute centrale est décoré de fleur de lys. 
L'accès aux étages supérieurs se fait par la tour. Les 2 niveaux sont composés d'appartements. Ils sont surmontés du chemin de ronde, au troisième niveau, qui longe la toiture sur 3 côtés.